# Arvidsträskberget
Arvidsträskberget är ett naturreservat i Älvsbyns kommun i Norrbottens län.
Området är naturskyddat sedan 2011 och är 1 kvadratkilometer stort. Reservatet omfattar sydsluttningen av Arvidsträskberget.  Reservatet skog består av brandpräglad tallskog. 